# کاسی‌یاروو
کاسی‌یاروو (انگلیسی: Kasiyarovo) یک شهرک در شهرستان بورایفسکی باشقیرستان کشور روسیه است.